# Arend (gereedschap)

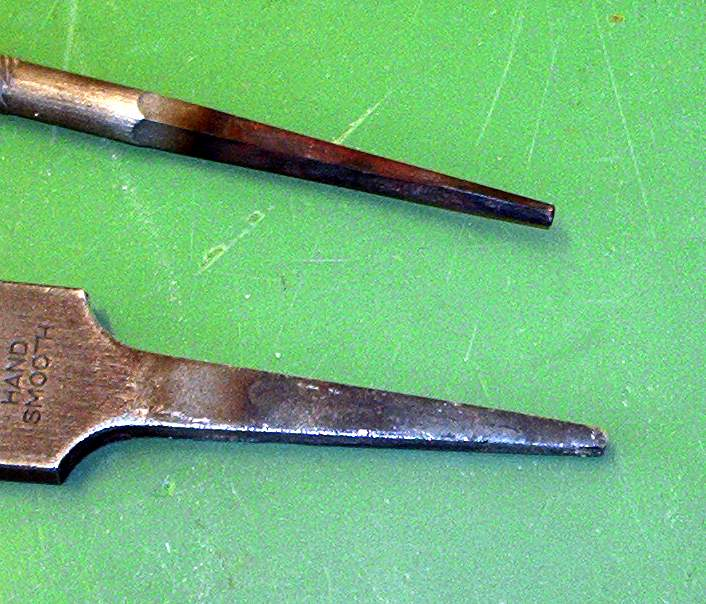
Arend, van een ronde en van een platte vijl

Een arend, angel of doorn is dat gedeelte van een stuk gereedschap waarmee het gevat is in een handvat of hecht. Bij een vijl is dat een scherp toelopende punt van ongehard (ontlaten) staal (in tegenstelling tot de rest van het gereedschap) dat door persen of slaan vast bevestigd is in het hecht van hout of plastic.
Ook troffels, voegspijkers, steekbeitels, hakbeitels en dergelijke zitten met een arend vast in het hecht. Bij klein tuingereedschap wordt deze bevestiging ook gebruikt.